# Форбен, Огюст де
Граф Луи́ Николя́ Фили́пп Огю́ст де Форбе́н (фр. Louis Nicolas Philippe Auguste de Forbin; 19 августа 1777, Ла-Рок-д’Антерон — 23 февраля 1841, Париж) — французский живописец, путешественник, археолог, музейный работник и литератор; с 1816 года второй директор Луврского музея после Доминика Виван-Денона.

## Биография
Луи Николя Филипп Огюст, с 1810 года барон, затем граф де Форбен родился в фамильном замке Ла-Рок-д’Антерон на юго-востоке Франции. Во время службы в национальной гвардии вместе со своим батальоном в Ницце и Лионе, подружился с художником Франсуа Гране, оказавшим влияние на всю его дальнейшую карьеру.
В 1793 году во время осады Лиона войсками Конвента; он стал свидетелем смерти своего отца и дяди, был принят и воспитан искусным лионским рисовальщиком и живописцем Жан-Жаком де Буассьё, который посвятил его в практику своего искусства. Вкус к живописи привёл его в Париж, где к нему присоединился его друг Гране. Оба брали уроки живописи у художника Жана-Луи Демарна, затем покинули его мастерскую, чтобы стать учениками Жака Луи Давида.

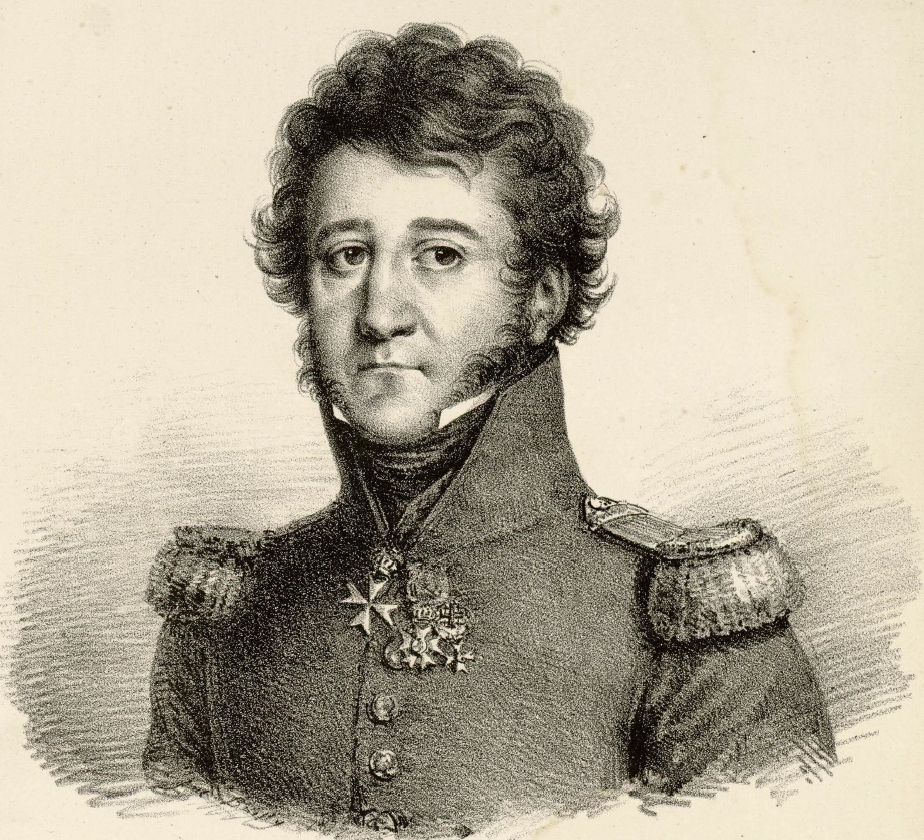
Портрет Огюста де Форбена. Литография Ж.-Л. Буайи

В 1797 году Форбену пришлось снова служить, на этот раз в рядах Наполеоновской армии. Он участвовал в походах в Португалию, Испанию и Австрию, проявил невиданную отвагу; за Португальскую кампанию получил крест Почётного легиона.
В 1809 году Форбен вышел в отставку с чином подполковника, отправился в Италию и с того времени всецело посвятил себя искусству. В Италии он снискал покровительство принцессы Боргезе (Полины Бонапарт, сестры Наполеона), камергером которой он стал в 1803 году и оставался любовником до 1807 года. В замке де ла Барбен, принадлежащем семье Форбен, Франсуа Мариус Гране в 1808 году расписал для Полины будуар в «помпейском стиле».
После Реставрации Бурбонов Форбен возвратился в Париж, где в 1816 году был избран в члены Института Франции и благодаря герцогу Ришельё назначен Генеральным директором Королевских музеев. В период Второй Реставрации он осуществил много важных мероприятий: преобразовал Луврскую галерею и обогатил её новыми приобретениями, устроил отдельный Музей древностей имени Карла X, посвящённый египетским и этрусским археологическим находкам, основал в Восточной Галерее Люксембургского дворца «Музей живущих художников» (Le musée des artistes vivants) для произведений ещё здравствующих французских живописцев.
В 1817—1818 годах Огюст Форбен совершил поездку за казённый счет в Грецию, Турцию, Сирию и Египет, доставив оттуда большое количество памятников античного искусства для Луврского музея. По инициативе и усилиями Форбена в коллекцию Лувра вошли многие выдающиеся произведения искусства, например, «Сабинянки» Жака Луи Давида, предметы старины, подобные тем, которые были приобретены во время его путешествия в Левант, в частности египетские статуи, такие как статуя Сехмет, знаменитая эллинистическая скульптура Венера Милосская, обнаруженная в 1820 году. После нескольких лет настойчивых действий Форбену удалось после смерти художника убедить министра Состена де Ларошфуко профинансировать в 1824 году приобретение картины Теодора Жерико «Плот Медузы». Картина была куплена за 6000 франков через друга художника Пьера-Жозефа Дедрё-Дорси.
В отчёте о «Путешествии в Левант», Форбен сообщал, что он потратил на приобретение предметов искусства 28 000 франков, включая транспортные расходы. В свои путевые заметки «Путешествие в Левант» (1819) Форбен включил вставную новеллу о трагической любви молодого араба Исмаила к христианке Мариам. По сюжету новеллы живописец-ориенталист Орас Верне написал картину «Исмаил и Мариам» (1819; не сохранилась). Этюд к картине «Голова араба» хранится в Эрмитаже в Санкт-Петербурге.
В 1820 году Огюст де Форбен совершил поездку на Сицилию, которой, как и в поездке 1817 года, была посвящена публикация.
В 1828 году Форбен перенёс инсульт, от которого так и не оправился. В 1841 году второй приступ оставил его парализованным, и вскоре он умер в Париже. Похоронен на кладбище Сен-Пьер в Экс-ан-Провансе.

## Творчество
Как живописца современники ценили Форбена наравне с Гране за мастерство, с каким он изображал интерьеры зданий с необычными эффектами освещения; подобно своему другу, он оживлял эти перспективные виды фигурами, сгруппированными в интересные сцены. В Лувре находились две его картины из числа наиболее удачных: «Монастырские руины» и «Капелла в развалинах Колизея».
Форбен-литератор написал водевиль «Звёзды» (Les Etoiles) и роман «Шарль Бэримор» (Charles Barimore, 1810), а также серьёзные сочинения: «Путешествие в Левант» (Voyage dans le Levant, 1817—1819), «Воспоминания о Сицилии» (Souvenirs de la Sicile, 1823) и «Месяц в Венеции» (Un mois à Venise).

## Галерея

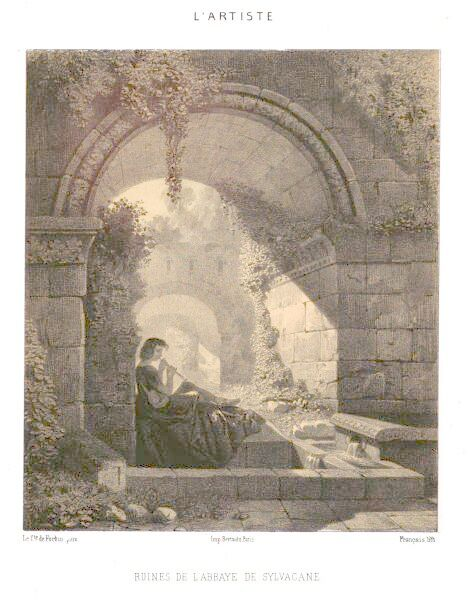
Руины монастыря в Южной Франции. Гравюра 1859 г. по картине О. де Форбена
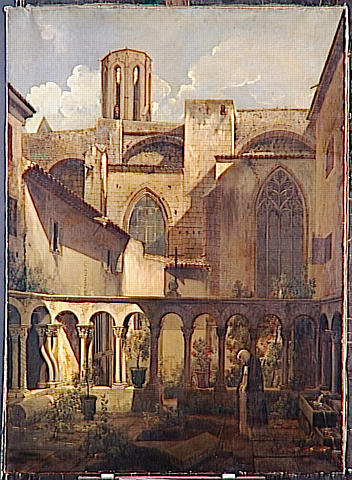
Вид клуатра монастыря Сен-Совер в Экс-ан-Провансе. 1829. Лувр, Париж
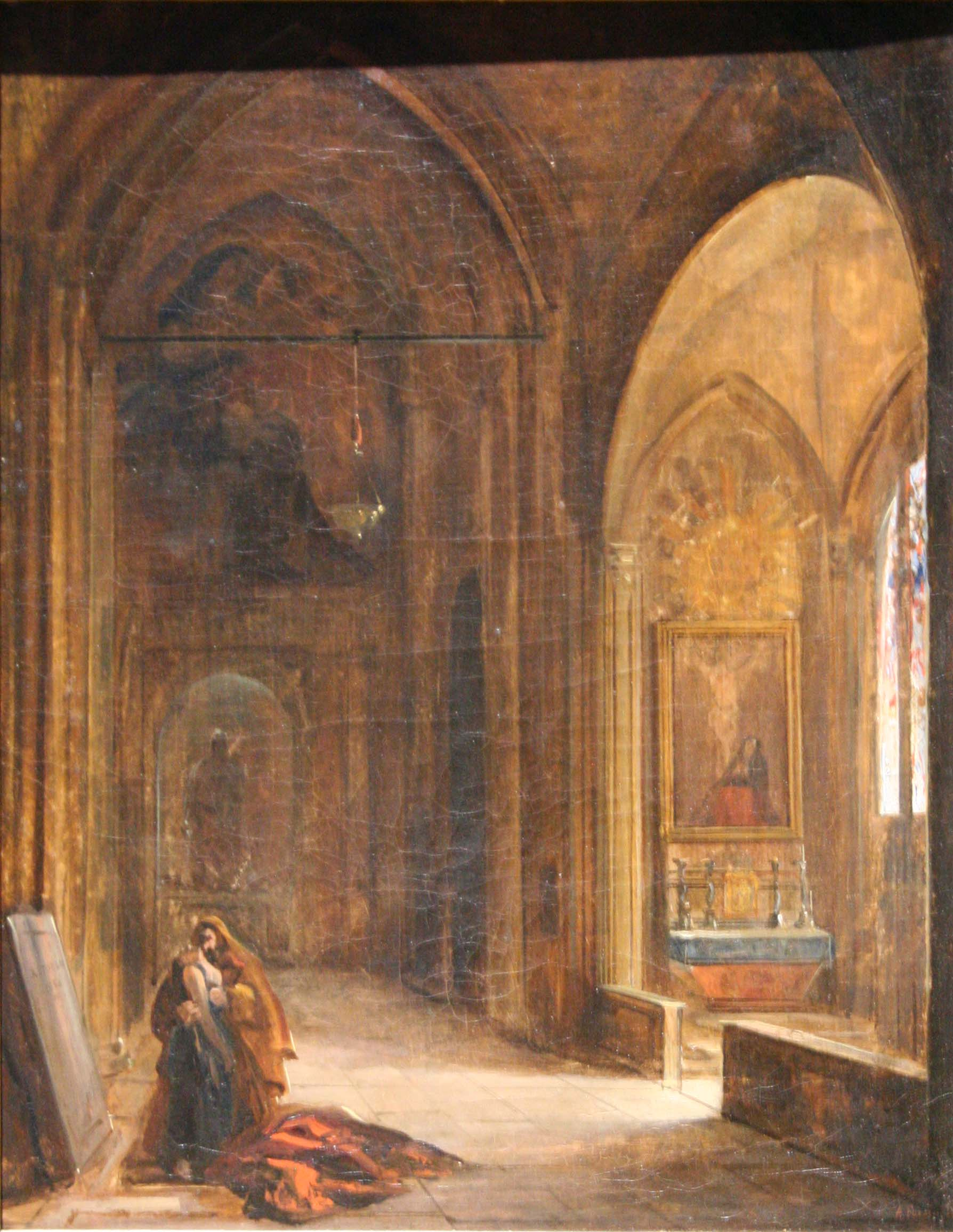
Интерьер церкви. Холст, масло. 1838. Музей изобразительных искусств, Марсель
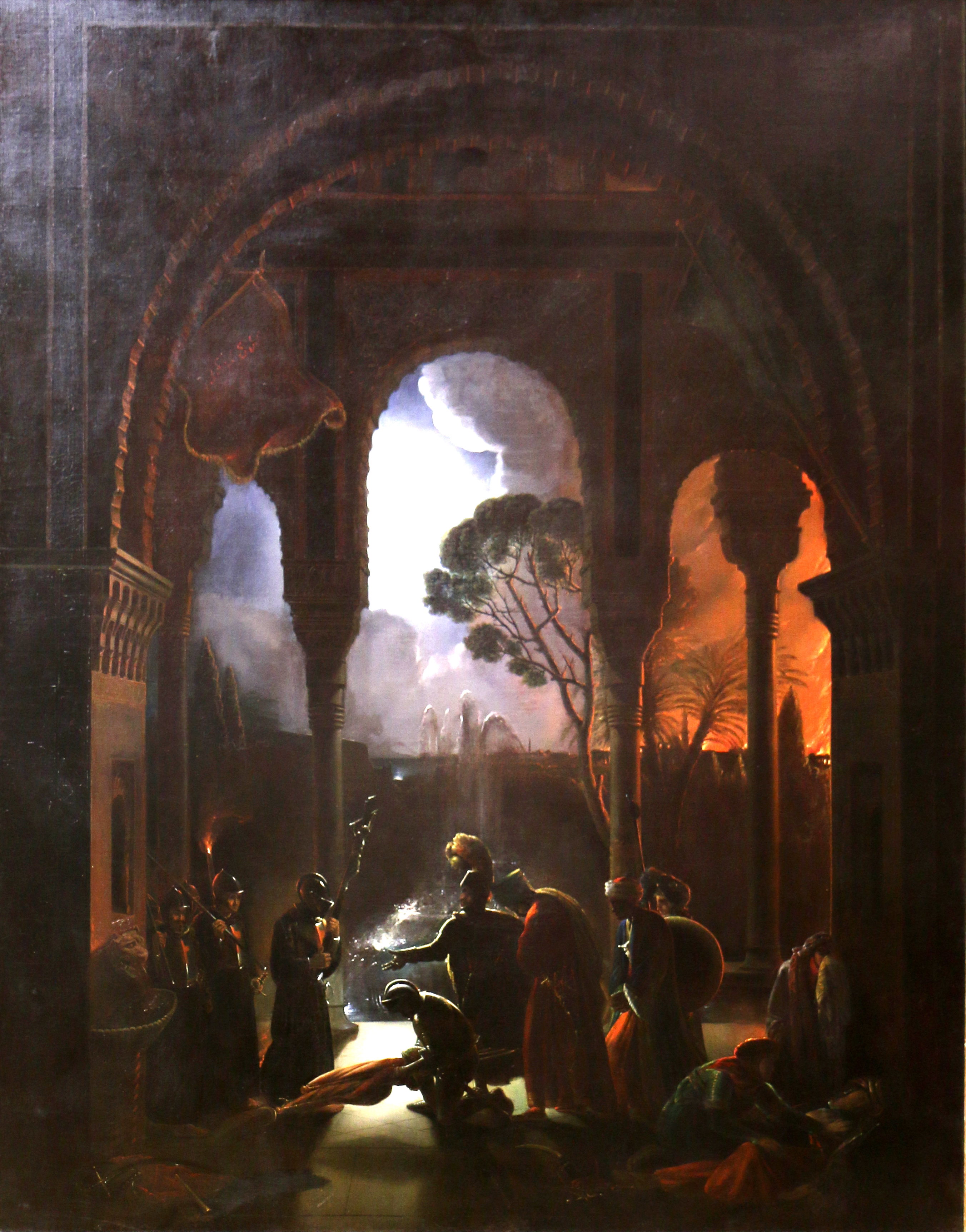
Захват Альгамбры Гонсальво де Кордова. 1831. Холст, масло. Музей Гране, Экс-ан-Прованс
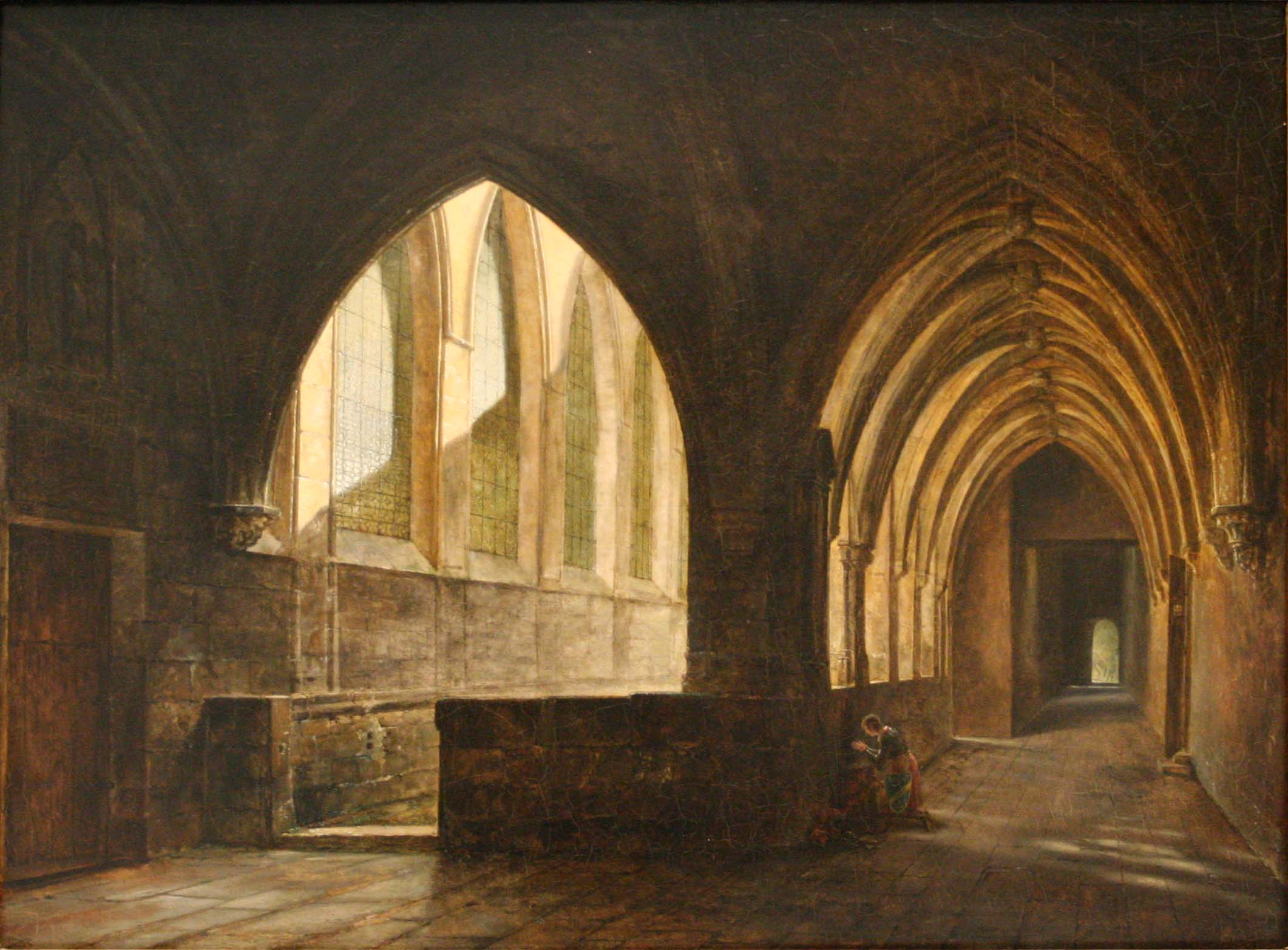
Вид галереи собора Сен-Совер в Экс-ан-Провансе. 1831. Холст, масло. Музей Фабра, Монпелье
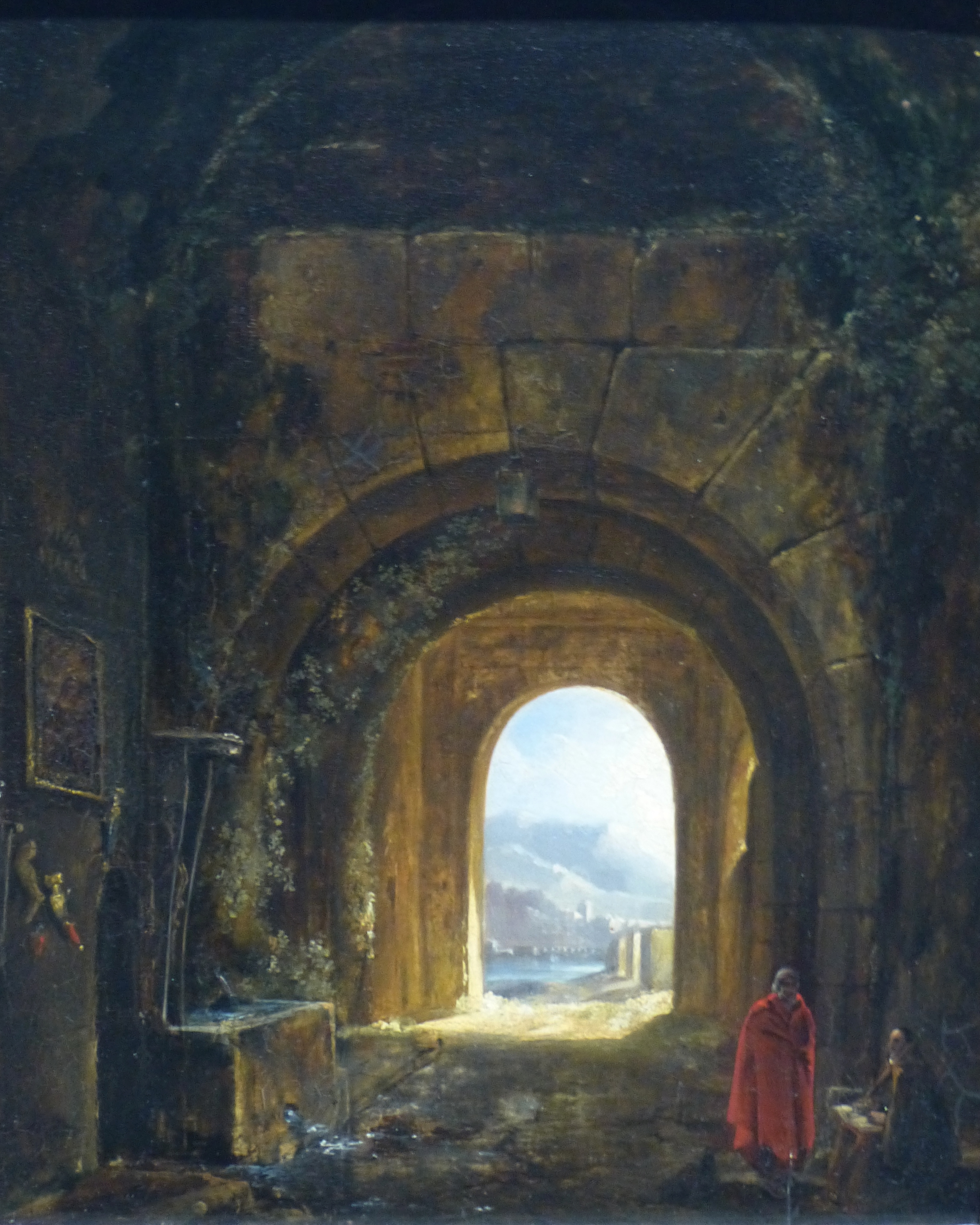
Интерьер с пейзажем на дальнем плане. Дерево, масло. Музей изобразительных искусств, Марсель
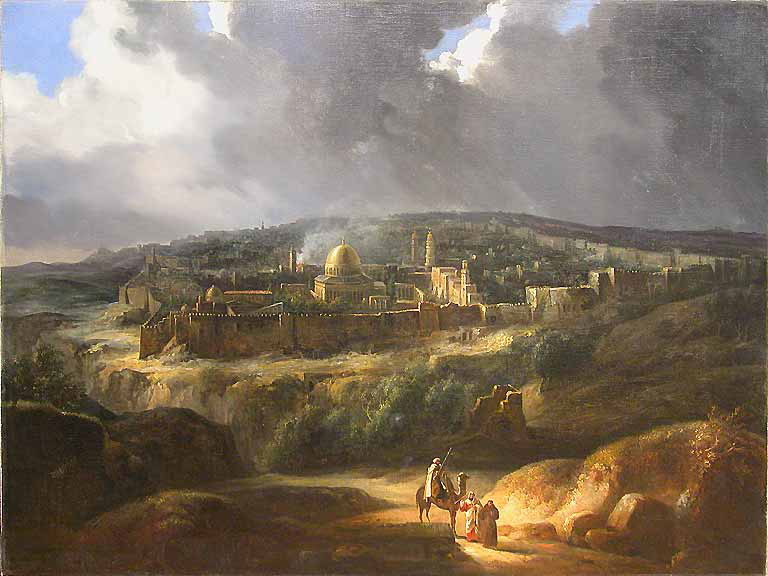
Вид Иерусалима. 1831. Холст, масло. Лувр, Париж

## Иллюстрации к изданию «Путешествие в Левант». 1817—1819

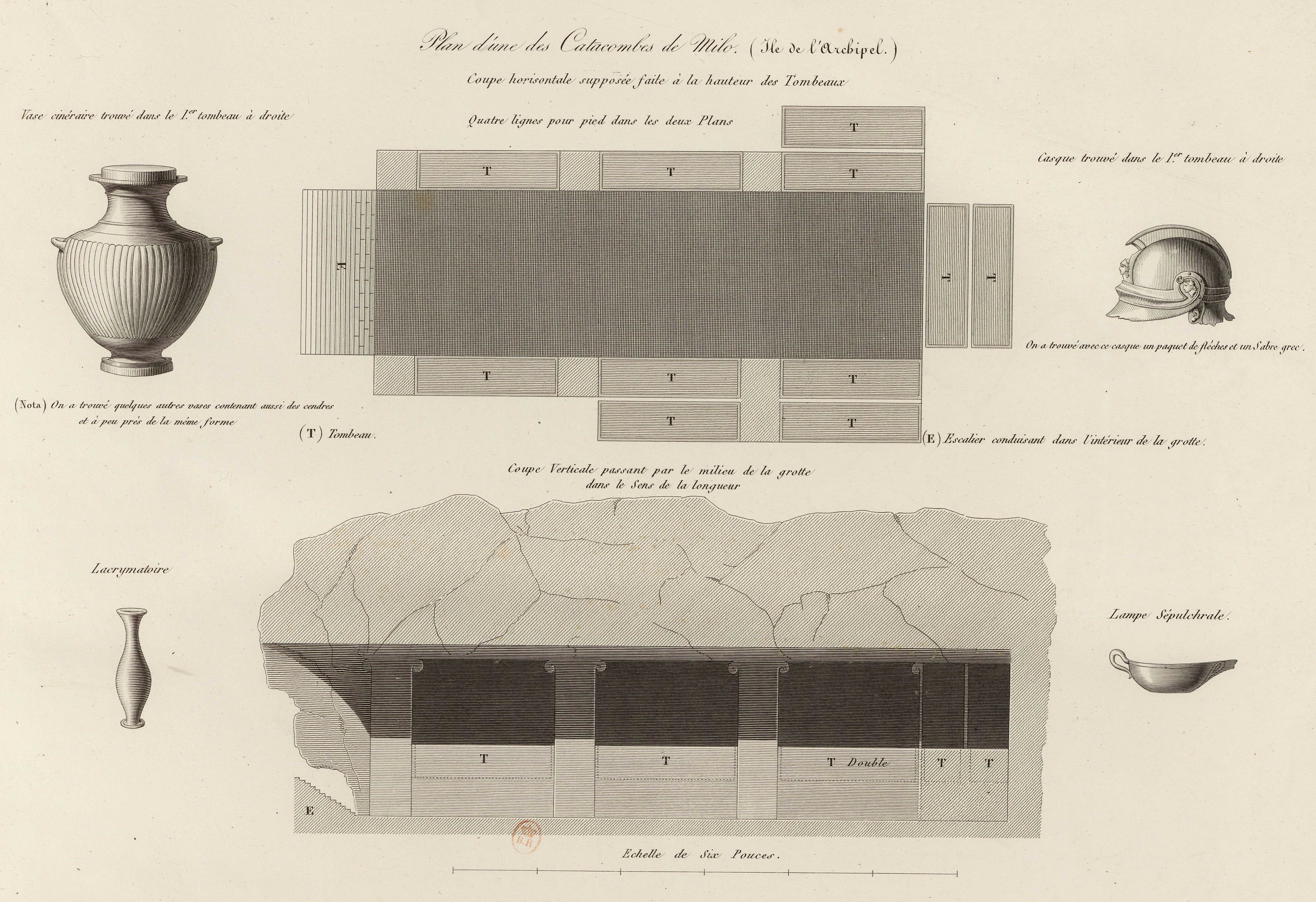
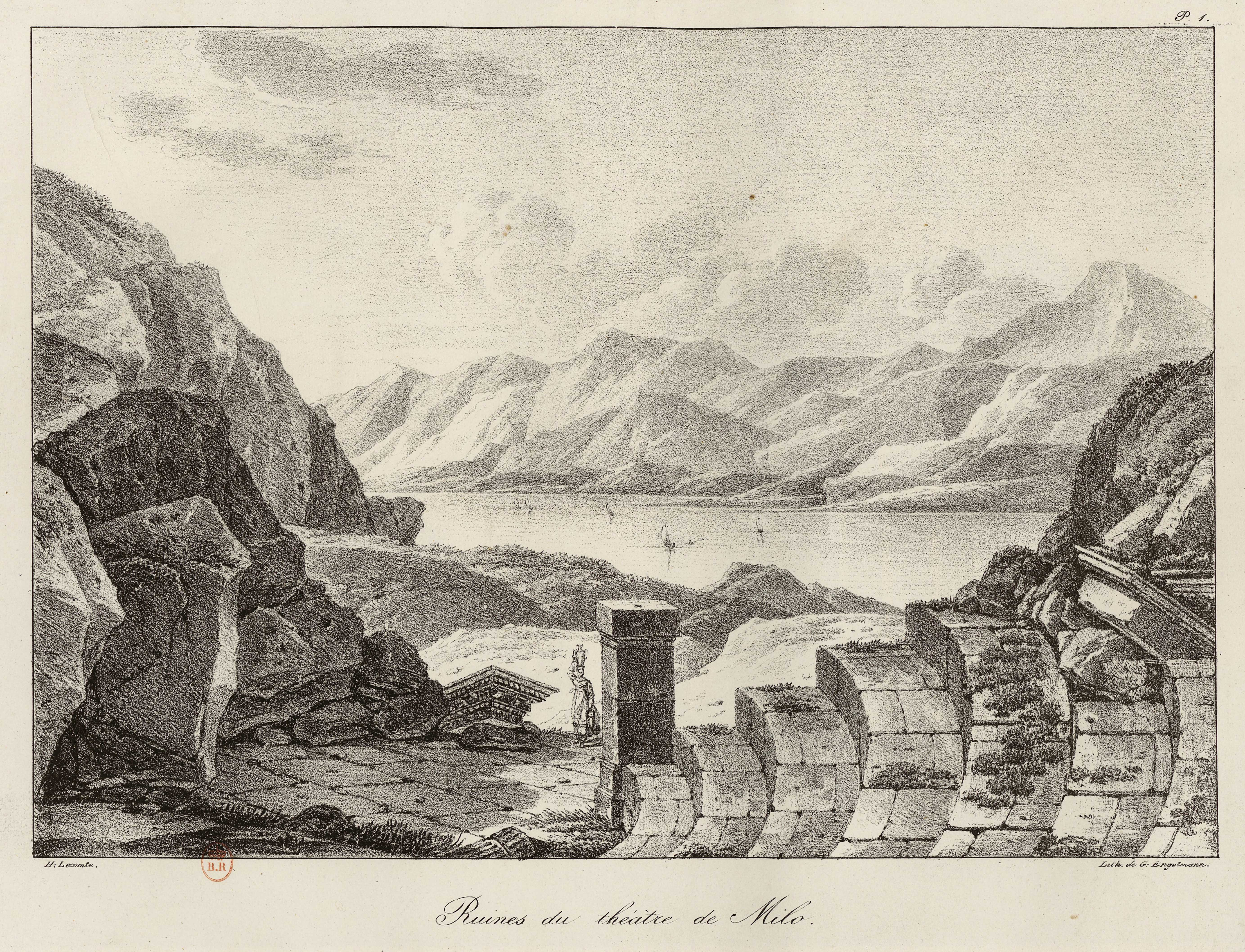
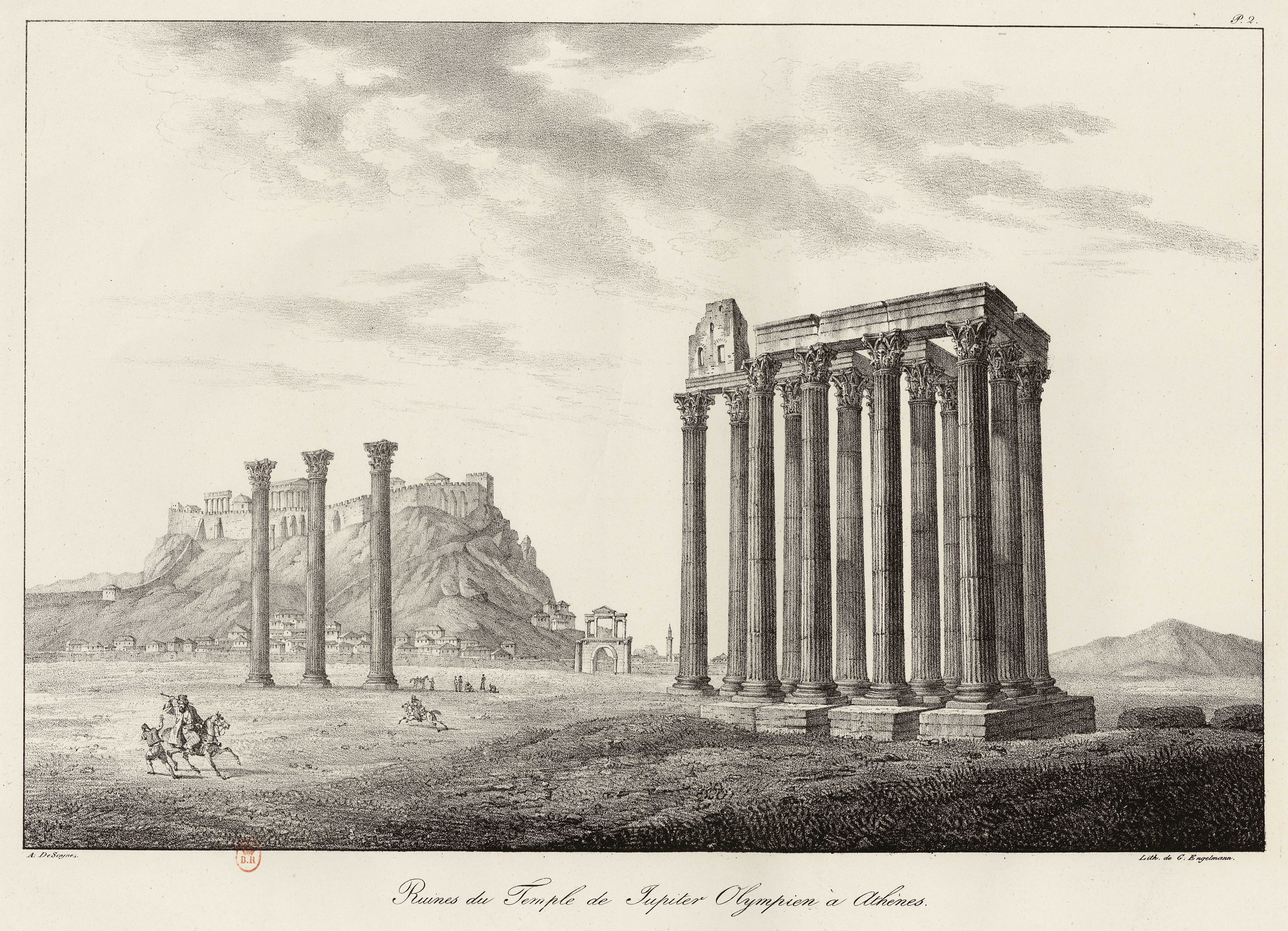
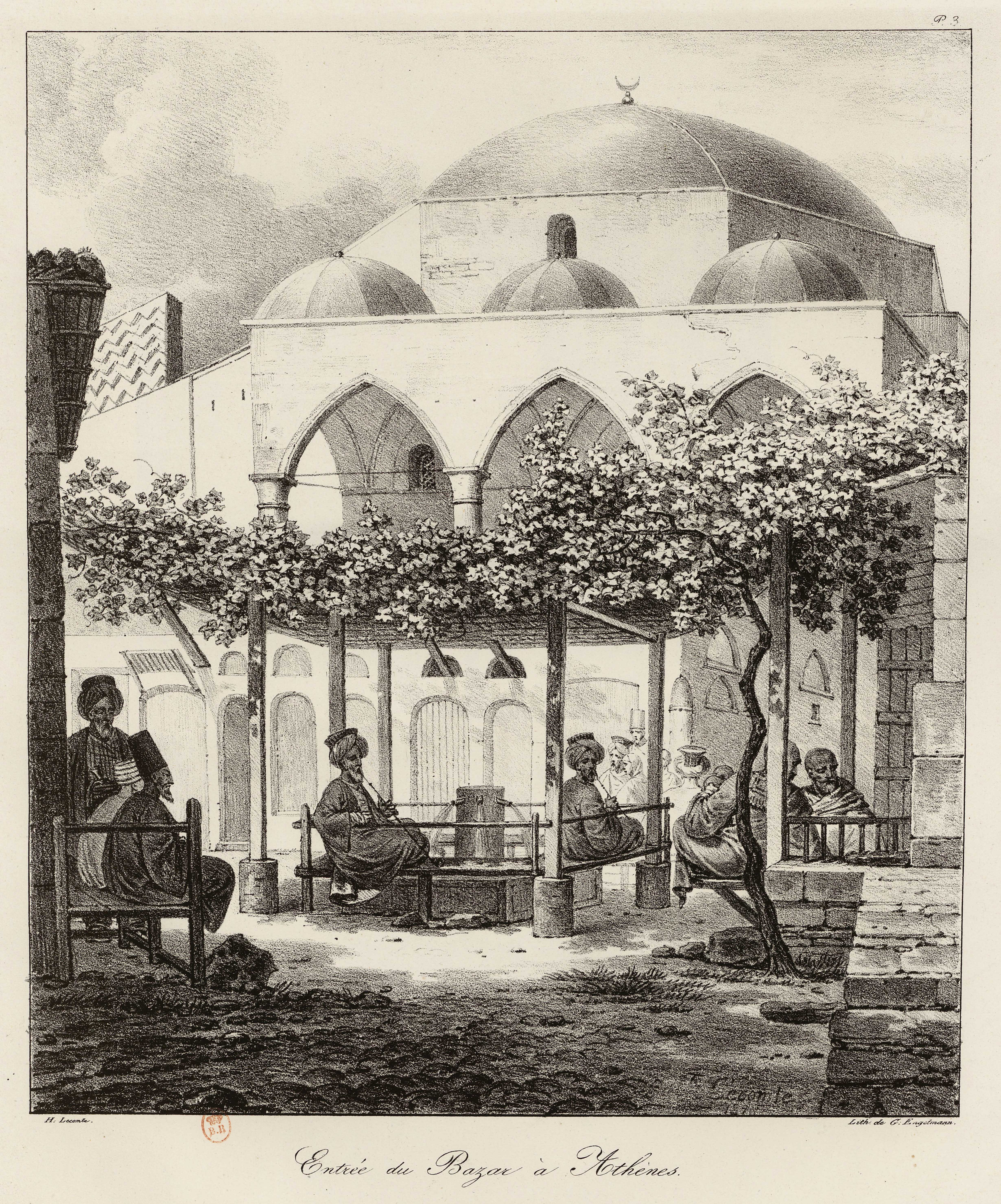
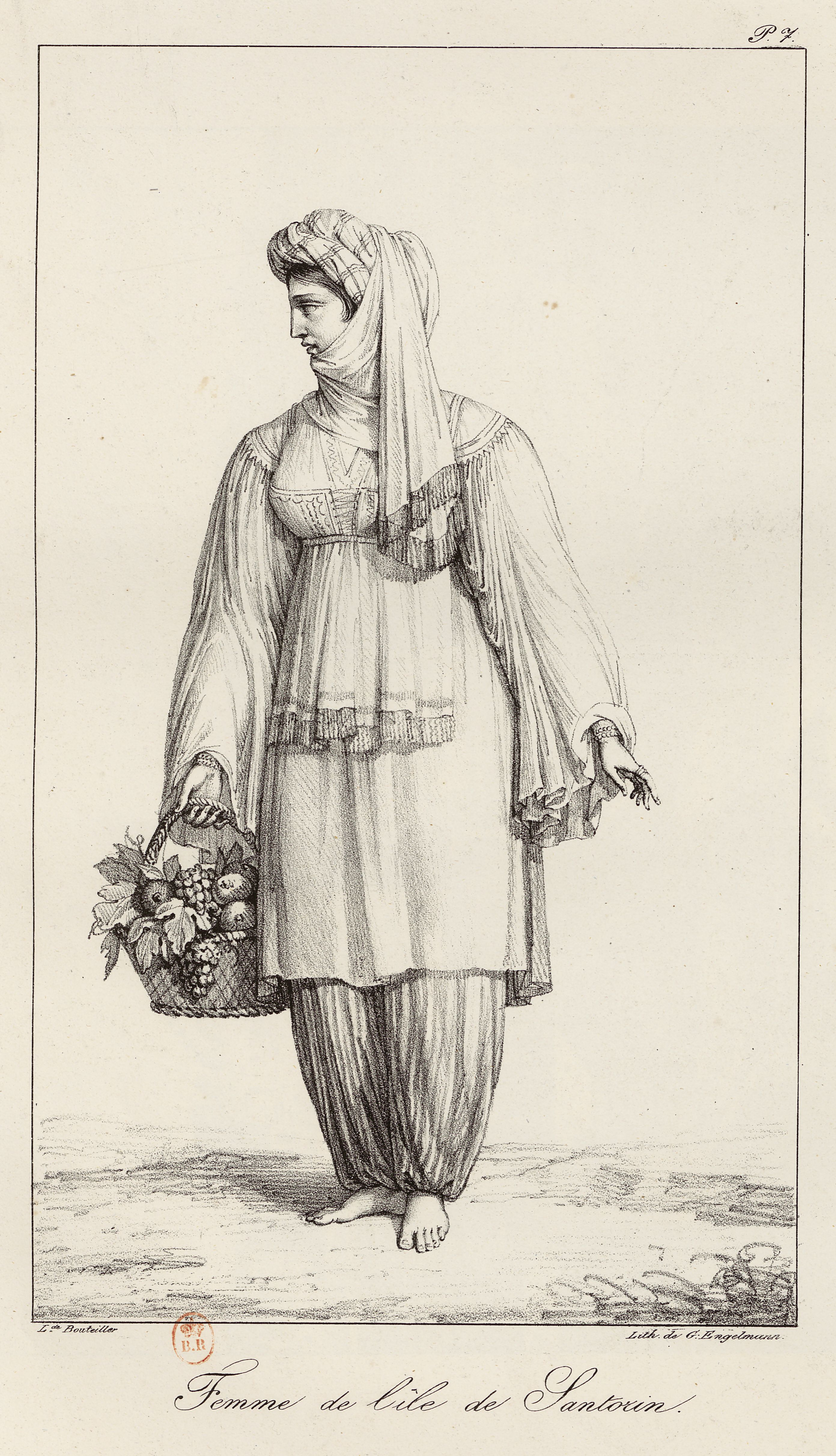